# Нововознесенка (Синельниківський район)
Нововознесе́нка — село в Україні, у Роздорській селищній територіальній громаді Синельниківського району Дніпропетровської області. Населення за переписом 2001 року становить 72 особи. Орган місцевого самоврядування - Роздорська селищна рада.

## Історія
12 червня 2020 року, відповідно до розпорядження Кабінету Міністрів України № 709-р від «Про визначення адміністративних центрів та затвердження територій територіальних громад Дніпропетровської області», увійшло до складу Роздорської селищної територіальної громади.
19 липня 2020 року, в результаті адміністративно-територіальної реформи та ліквідації   Синельниківського (1923—2020) району, село увійшло до складу новоутвореного Синельниківського району.

## Географія
Село Нововознесенка знаходиться на лівому березі річки Середня Терса, вище за течією на відстані 0,5 км розташоване село Роздолля, на протилежному березі - села Зелений Гай (Павлоградський район) і Возвратне. Поруч проходить автомобільна дорога Т 0401 і залізниця, станція Платформа 262 км за 1,5 км.

## Населення

### Мова
Розподіл населення за рідною мовою за даними перепису 2001 року:
| Мова       | Кількість | Відсоток |
| ---------- | --------- | -------- |
| українська | 72        | 100%     |

## Інтернет-посилання
- Погода в селі Нововознесенка [Архівовано 7 червня 2016 у Wayback Machine.]